# رون إروين
رون إروين هو محامي ودبلوماسي وسياسي كندي، ولد في 29 أكتوبر 1936. حزبياً، نشط في الحزب الليبرالي الكندي. وقد انتخب عضو مجلس العموم الكندي.